# Gmina Lipnica Murowana
Die Gmina Lipnica Murowana ist eine Landgemeinde im Powiat Bocheński der Woiwodschaft Kleinpolen in Polen. Ihr Sitz ist der gleichnamige Ort mit etwa 900 Einwohnern.

## Geographie
Die Gemeinde liegt im Vorgebirge an der Straße von Gdów nach Czchów. Zu den Gewässern gehört der Fluss Uszwica.

## Geschichte
Lipnica Murowana, der Hauptort der Gemeinde, hatte von 1326 bis 1933 das Stadtrecht.
Von 1975 bis 1998 gehörte die Gemeinde zur Woiwodschaft Tarnów.

## Gliederung
Zur Landgemeinde (gmina wiejska) Lipnica Murowana gehören fünf Dörfer mit einem Schulzenamt (sołectwo):
Borówna, Lipnica Dolna, Lipnica Górna, Lipnica Murowana und Rajbrot.